# Sudanesische Botschaft in Berlin

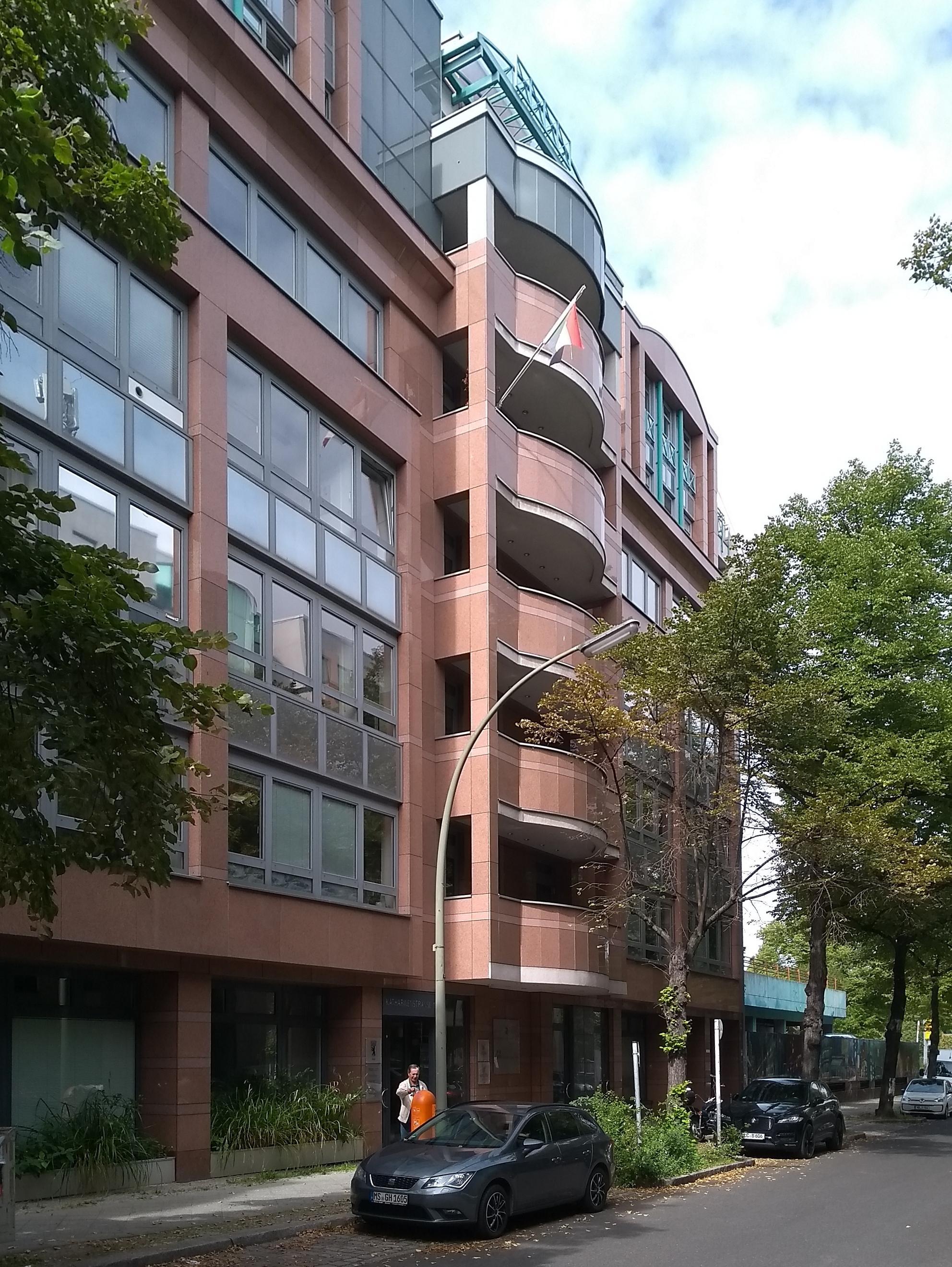
Botschaftssitz
Katharinenstraße 17

Die sudanesische Botschaft in Berlin ist die diplomatische Vertretung der Republik Sudan in Deutschland. Sie hat ihren Sitz in der Katharinenstraße 17 im Ortsteil Halensee des Bezirks Charlottenburg-Wilmersdorf.
Botschafterin ist seit dem 24. Oktober 2022 Ilham Ibrahim Mohamed Ahmed.
Der Sudan unterhält ein Honorarkonsulat in Idstein.

## Geschichte der diplomatischen Beziehungen
Am 12. März 1956 nahmen der Sudan und die Bundesrepublik Deutschland diplomatische Beziehungen auf. Die Botschaft hatte ihren Sitz in der Habsburgerstraße 8 und später in der Koblenzer Straße 107 in Bonn. Wegen des Umzugs von Bundestag und Regierung nach Berlin verlegte auch die sudanesische Botschaft ihren Sitz in die neue deutsche Hauptstadt. Ab 2001 mietete sie zwei Etagen am Kurfürstendamm 151 in Berlin-Halensee. Jetzt (Stand: 2023) befindet sich die Botschaft in der Katharinenstraße 17 in Berlin-Halensee.
Seit dem 3. Juni 1969 bestanden diplomatische Beziehungen zwischen dem Sudan und der DDR. Sie endeten mit der deutschen Wiedervereinigung im Jahr 1990. Die sudanesische Botschaft in Ost-Berlin befand sich im Stadtbezirk Mitte in der Clara-Zetkin-Straße 89 (seit 1995 wieder Dorotheenstraße).

## Botschafter (seit 2014)
- 2014, 16. Juli: Badreldin Abdalla Mohamed Ahmed[7]
- 2020, 4. November: Abdelmoniem Osman Elbeiti[8]
- 2022, 24. Oktober: Ilham Ibrahim Mohamed Ahmed[9]